# Una pesca acrobatica
Una pesca acrobatica (Sea Salts) è un film del 1949 diretto da Jack Hannah. È un cortometraggio animato della serie Donald Duck, prodotto dalla Walt Disney Productions, uscito negli Stati Uniti l'8 aprile 1949 e distribuito dalla RKO Radio Pictures. Nel gennaio 1986 fu inserito nello special Vita da paperi. In tale occasione Paperino e Bootle Beetle furono doppiati da Franco Latini.

## Trama
Il vecchio marinaio Paperino esce di casa e saluta Bootle Beetle, qui chiamato Mac, il quale racconta di un fatto successo nell'aprile 1926. Il capitano Paperino e Mac si trovano su una zattera in mare aperto, avendo dovuto abbandonare la nave su cui erano a causa di una tempesta. Dopo aver trascorso 27 giorni sulla zattera, i due raggiungono un isolotto e decidono di rifocillarsi con una noce di cocco, ma Paperino, tappando la cannuccia di Mac, si beve tutto il latte. In seguito il papero butta il suo cappello in mare e dice a Mac di recuperarlo, come pretesto per fargli attirare dei pesci (che rischiano di mangiarlo). Paperino tuttavia chiede scusa Mac e i due mangiano i pesci, quando passa una nave: nonostante inizialmente il papero vorrebbe abbandonare l'insetto sull'isola, decide di farlo venire con lui. Finito il racconto, Mac ammette di essere rimasto amico con Paperino, ma di non essere "mai riuscito a capirlo". Paperino ritorna a casa con una bottiglia di soda e, come per la noce di cocco, tappa la cannuccia di Mac, il quale chiede allo spettatore se ha capito ciò che intende dire.

## Distribuzione

### Edizioni home video

#### VHS
- VideoParade vol. 19 (luglio 1994)[1]
- Storie quasi titaniche (ottobre 1998)[3]

#### DVD
Il cortometraggio è incluso nel DVD Walt Disney Treasures: Semplicemente Paperino - Vol. 3.